# 絶狼-ZERO- -DRAGON BLOOD-
『絶狼〈ZERO〉-DRAGON BLOOD-』（ゼロ ドラゴンブラッド）は、2017年1月7日（6日深夜）から3月31日まで放送された特撮テレビドラマ（深夜特撮）作品。「牙狼-GARO-シリーズ」の1つ「絶狼シリーズ」の第2弾である。全13話。
キャッチコピーは「これは、涼邑零の"新たな始まり"の物語である。」。

## 概要
魔戒騎士・涼邑零を主人公とした絶狼シリーズの第2作。CS放送および劇場公開された前作と異なり、本作品は地上波で放送された。映画『牙狼〈GARO〉 〜RED REQUIEM〜』で初登場した女魔戒法師“烈花”も登場する。
原作・総監督は雨宮慶太、脚本は梅田寿美子がそれぞれ担当する。雨宮は前作を手がけた金田龍に替わり、監督も務める。梅田はこれまでも牙狼シリーズに参加していたが、メインライターを務めるのはこれが初である。
2015年11月23日に開催された「金狼感謝祭2015」にて、『絶狼〈ZERO〉』のテレビシリーズ版を制作し、2016年に放送予定であることが発表された。翌2016年には、正式タイトルを現行のものに改め、2017年に放送予定と修正して発表された。
2016年8月27日に、YouTube Liveほかで放送された『ファイナルファンタジーXIV』の3周年記念番組内にて特報が先行公開された。
2016年11月23日に開催された「金狼感謝祭2016」にて、本作品の敵となる竜騎士“エデル”のビジュアルが解禁され、エデル役に弓削智久が決まったことが発表された。さらに前作同様、エンディングテーマをDUSTZが務めることが発表された。

## 製作
零と新ヒロインである尋海アリスとの関係性の変化が物語の中心となっている。一方で、零の物語として完結させるため、牙狼本編の主人公である冴島家に関する事項は登場しない。
本作品の内容には、零役の藤田玲がイベントで述べた零や魔戒騎士についての考えが取り入れられている。
撮影は北九州市で行われた。
公式サイトでは前日談である漫画が公開されている。
アリスが使用するカメラは、『MAKAISENKI』のエンディング映像で使用された小道具をそのまま使用している。

## ストーリー
伝説の竜の卵を求めてある街を訪れた尋海アリスは、ホラーに襲われそうになったところを、銀牙騎士ゼロこと涼邑零によって救われる。それ以来、零に興味を持ったアリスは彼に付きまとう。零はアリスをやり過ごしながらもこの街でホラーを討滅し続けていくが、やがて人間を憎悪する竜騎士エデルが復活したことから、竜を巡る戦いに巻き込まれることとなる。

## 登場人物

### 主要人物
涼邑 零（） / 銀牙騎士絶狼
銀牙騎士として新たに魔戒騎士の系譜に加わった騎士で、かつては黄金騎士牙狼とも共闘しており、彼に引けを取らない実力を持つ。魔戒騎士には堅物な人物が多い中、笑顔を見せて明るい態度を取る一方で守りし者としての使命感は強く、たとえ誰かを悲しませたり彼らから恨まれたりしてもホラーのみを斬り、人間たちを守ろうとする自己犠牲精神の一面を持ち合わせている。
今は亡き恋人・静香を引きずっている節があり、バクラからは「オリーブ抜きのマティーニ」と評されている。
烈花と共に竜の卵を守る指令を受ける。
最終話で自身がかつて捨てた本名である「銀牙」を久しぶりに口にした。
- 本作品ではワイルドさを出すために髪をカールさせている。また、魔戒剣の刃からワイヤー付きアンカーを発射して使ったりしているが、銀狼剣になると使えなくなる模様。

魔導具シルヴァ
零の相棒の魔導具。本作品でもテレビスペシャル版以降の左手のグローブに装着された姿で登場する。
尋海 アリス（）
本作品のヒロイン。フィルムカメラを使用するフォトグラファー。一般人だが、天涯孤独の幼少期に竜の卵を拾って世話をした過去を持ち、目の前で魔戒法師たちに持ち去られてしまった竜の卵の行方を探している。ホラーを狩る零を目撃したことで彼に興味を抱いて付きまとい、ルーポの階上の物置にバクラに無断で住み着くが、やがて竜の卵が入った篭の天井を故意に最初に触ってしまったことで篭を開く鍵となってしまう。
好奇心が強く、戦闘中の絶狼に近付くほどの豪胆さや、術でルーポに軟禁された際に建物のブレーカーを落として脱走する機転を持つ。さらに、エデルが竜の卵を奪いに魔導具の廃棄場を襲った際には竜の卵を持って逃げるなどの咄嗟の判断力に加え、洞察力や感受性にも優れており、本作品の20年前に謎の自殺を遂げた画家・マルコの絵を見て違和感を抱き、彼の死の真相を解き明かしている。
当初に所持していたレトロカメラはザギーラとの戦闘に巻き込まれた際に壊れてしまうが、零によってまったくの同一品ではないものの新しいカメラを贈られたが、第11話にて自ら捨ててしまう。
足を肩幅程度に開くいわゆる仁王立ちをする姿が目立つ。
両親の死後、周辺が工場の排気ガスによって汚染された施設へ送られ、そこで陰湿ないじめを受け続けて、心身共に追い詰められていた中、竜の卵と出会ったことで人生が一変。その際に竜の卵が見せた光景に心を奪われて以来竜に魅入っており、彼女が撮り貯めていた写真を全て繋ぎ合わせると一枚の竜の絵になった。竜の卵の行方を探す道程で訪れた遺跡で魔戒騎士や魔戒法師、ホラーの存在を知りその遺跡で見つけた魔導具を用いて零に接触した後は竜の復活を目論んで竜を巡る戦いの裏で暗躍を続けていた。その本性は幼子のような無邪気さと自分の目的のために必要であれば他者を騙し利用する狡猾さ、その過程で人命が犠牲となることはおろか世界を滅ぼすことすら厭わない冷酷さを併せ持っており、上述の行動もすべて計画の一端に過ぎず、零や烈花、カゴメだけでなく、エデルまでもが知らず知らずのうちに彼女の計画に利用されていた。
そして自身の「夢」であった竜によって焼き尽くされ、綺麗になった世界を果たすため、ループを成竜へと成長させると、自らループに取り込まれる。が、ルーンシティを焼き尽くす直前になって思い止まり零に助けを求める。ループが倒れた後本当に自分が見たかったものをようやく理解したが、その直後ループと共に消滅し掌に軽く収まるほどの小さな竜の卵を残した。
竜騎士アリス
ループに取り込まれたアリスから生成された擬態。鱗のようなもので構成されたドレス状の鎧を纏い、エデルが所持していた剣と同型の長剣を武器とする。
烈花に重傷を負わせ、零とも互角に戦ったが、最終的に正体を看破した零との一騎打ちの末、零に斬られ消滅した。
カゴメ
低い身分出身の女魔戒法師。訛りがある話し方をする。刷毛に似た魔戒筆を使い、結界を身体に纏う術を使う。妖精の花罪を使役している。法力は兄のオキナほど強くなく、昔は彼と共に花の蜜を集めて薬を作るなどして生計を立てていた。
復活したエデルや竜の卵を追っていたが、やがて空腹状態となってアリスに襲いかかったことがきっかけで、烈花に保護される（烈花は「竜騎士復活後に行方不明になった魔戒法師がいる」と聞いていた）。
エデルにオキナを瞬殺されたうえ、自分は歯牙にもかけられず突き飛ばされたことで自分の力の無さを自覚しているゆえ、篭の鍵になったアリスを殺そうとしたり囮にするなど、後先考えない行動をしては後悔する。ただし、根は素直で非を認めるとすぐに謝罪する。
アリスを救うために烈花と共にエデルの元へ向かい、彼を道連れに自爆して絶命する。その後、遺体は零たちによって埋葬された。
花罪（）
カゴメが使役する天使のような姿をしたカゴメと瓜二つの顔を持つ小柄な妖精（カゴメは「妖精じゃない」と否定している）。普段はカゴメが所持する木筒の中に封印されている。甘い菓子とイタズラが好きで、金平糖が大好物。光る鱗粉に姿を変えることができ、過去にカゴメが読んだことがある書物の複製を生成することもできる。
カゴメの死後は、烈花と共に行動する。
第11話にて廃墟の工場にいたエデルを追う最中で彼によって握り潰されてしまうが、烈花によって残っていた残留粒子から復活する。
烈花（）
『牙狼-GARO- 〜RED REQUIEM〜』で初登場した魔戒法師。これまでの功績が認められ、元老院付きの魔戒法師となる。零と共に竜の卵を探す指令を受ける。どんな窮地に直面しても決して人間を守ることをあきらめない、守りし者としての強い自覚を持ち、零からも信頼されている。
第12話でのエデルと一騎討ちの末これを下し、カゴメの仇を討つ。成竜となったループとの戦闘では絶狼を援護するも、致命傷を負ったループにとどめを刺す直前に竜騎士アリスの攻撃を受け重傷を負うが、駆け付けたバクラの治療を受けて復活する。
バクラ
零の通うバー・ルーポの店主。前作に引き続き登場。本作品では失っていた右腕に魔導筆に変形する義手を装着している。また、アリスの撮り貯めた数々の写真から彼女が竜に魅入っていることを察するなど、機転の良さも見せる。
クレヒ
バクラのそばに寄り添う美女。
エデル / 鎧竜エデル
本作品における敵。その名は竜の言語で「大地」を意味する。魔戒騎士がいない太古の時代に竜の力を借り、ホラーを封印していた竜騎士。棺の中で眠っていたが、オキナによって現代に復活する。零を「銀の狼」と呼ぶ。
素手のみで魔戒剣や魔戒法師の術を跳ね返すほどの怪力や、負傷から短時間で回復するほどの治癒力を持ち、「竜の怒りの炎」が宿るという刀身から炎を噴出させる刀を武器とするほか、背中から竜の尾のような触手を伸ばして相手を貫く、掌から透明な障壁を発生させる、魔界竜の稚魚を支配下に置くなどの特殊能力を有する。肩には魔界竜の稚魚に似た二足歩行の小型の生物・ルルウを携えている。
赤ん坊のころ、ホラーの生け贄に捧げられそうになったところを竜に救われ、竜に育てられて成長した。自分を育ててくれた竜の死後はその竜から生まれた竜の子・ノヴァと共に竜騎士としてホラーと戦い続けていたが、ホラーと戦うための力を欲した魔戒法師たちによってノヴァを殺され、自身を「竜にも人間にもなれない化け物」と蔑まれたことで人間を「獣にも劣る臭いのする醜悪な化け物」と嫌悪するようになった。現代に復活後は竜を復活させ、すべての人間を世界ごと焼き尽くそうと目論む。
アリスの救出に駆け付けた零たちとの激闘の末、カゴメの自爆で胸に穴を開けられて倒されるが、ルルウが傷口に飛び込むことで心臓の役割を果たして同化し、復活を遂げる。第9話でアリスと衰弱したループをかつて竜が禊を行っていた湖へ誘い、ループを成体へ急成長させる。その後の烈花との一騎討ちで、一度再生した部位は脆弱化するという弱点を突かれ、カゴメの形見の魔導筆を駆使した烈花の術を受け爆散するが、最終話でループの亡骸から復活を遂げる。最後は零との一騎討ちで零の剣に貫かれ、零に自分が何者なのか問いながら消滅した。

### その他
オキナ
カゴメの兄。高度な法力を持ち、無数の白い小型の人形のような使い魔を操る術を使う。
幼少時は兄妹で寄り添いながら生きていたが、やがて人々を守るためには竜の力が必要と考えるようになった果てに、カゴメに力を与えようと彼女の反対を押し切ってまでエデルを目覚めさせるが、その直後に彼の一撃で瞬殺されてしまう。
ジル、ゲド、ユラ
烈花の部下の魔戒法師。魔導具の洞窟に侵入しようとしたエデルと交戦するが、瞬殺されてしまう。

## ホラー
※括弧内は登場話数
素体ホラー（#01、#10）
憑依する前の通常のホラー。
ラビリア（#01）
ホテルマンの男・クガノに憑依していた、巨大な黒い人型のウサギのような姿をしたホラー。宿泊に訪れた客を「急な空きができた」という口実でスイートルームに案内するか、もしくは興味を引かせスイートルームにおびき寄せ、そこに巣食うウサギをモチーフとした仮面をつけた紳士・貴婦人に扮したホラーたちに「ルームサービス」として捕食させていた。
人間態では二対のナイフと口から伸ばす3本の舌で戦い、強風を発生させるラッパを吹くことで本来の姿となる。ホラー態では大きなマカロンのような物を吐き飛ばして攻撃できる。
最後は絶狼との戦闘で右手を斬られた後に銀狼剣でX字に斬られ、討滅された。
ザギーラ（#02）
同じ店で働く人気ダンサー・マリカへの劣等感と嫉妬心を燃やすばかりの売れない女性ダンサー・リリィに憑依した、人型植物のような姿をしたホラー。リリィがマリカの頭を殴った時に使った電気スタンドをゲートに現れた。リリィに美貌と伸びる舌を与えマリカを捕食後、突き刺すと自身の顔が現れた白い花のようなものが対象から複数生える右腕の伸びる触手で店の客であるソノダを捕食した。
人間態では残像を残す動きで相手を翻弄し、本来の姿では無数の触手と左腕および下半身から発射される棘で攻撃できる。
地中に一旦退避してから絶狼を触手で壁に捕縛するが、即座に斬られて脱出される。最後は銀狼剣で2度もX字に斬られた後残った頭部を一突きにされ、討滅された。その際、絶狼に自身の戦法を逆手にとられ半ば遊ばれていたことを悟りながら消滅した。
クルーゲル（#03）
父のハルカワに会いに行く途中でギャングを拳銃で射殺してしまいその仲間たちから報復として殺されかけていた青年・ジュンに憑依した。「ハルカワに会いたい」という彼の生への執着心に引かれ奪われた銃から放たれた銃弾をゲートに出現、そのまま撃ち込まれた弾丸ごとジュンに憑り付いた。
人間態では取り戻した銃と右手を融合させ強力な銃撃を行うことができる。本来の姿は細身のロボットのような姿で、右腕と胸部の銃身からより強力な銃撃を行う。
ホラー化し、報復してきたギャングたちを殺害・捕食してもなおハルカワに会いに行こうとしていた途中で零と戦闘になる。人間態での戦闘の途中に弾みでハルカワからのプレゼントであった万年筆を落とし、それをきっかけに待ち人への想いを語り「目的が済んだら黙って斬られる」とうそぶいて同情を誘った後に不意打ちをしようとしたが通じず、ホラーとしての本性を現した。ホラー態になった直後は絶狼の鎧に穴を開けるなど優位に立っていたが、右腕を肥大化させ溜め撃ちを行おうとしたところそれを剣で切り離された挙句その溜め撃ちが自分に誤爆、さらに背後から切られ討滅された。
なお、待っていたハルカワには零から「ジュンは『この街にはもう戻らない』と言っていた」と伝えられた。
ライラ（#08）
海が見える丘にある祈りの鐘に棲む少女に憑依していたホラー。祈りの鐘を鳴らしに訪れた人間の前に現れては、その人間が望む幻覚を見せて幸福感に浸らせた後、伸長させた胴体で絡め取って捕食する。
人間態では格闘技と黒い拵えの剣を駆使した肉弾戦を得意とするほか、人間の心を読み取る能力や胴体を伸縮させる能力、鐘の音で幻覚や空間を操作する能力を持つ。本来の姿は犬のような首を持つ巨大な百足のような姿で、巨体に見合わぬ俊敏さと伸縮自在の脚を駆使して獲物を翻弄する。
アリスに付き合って祈りの鐘を訪れた零と戦闘になる。零と互角に戦うが、祈りの鐘を鳴らすことで昼夜を逆転させ、『不思議の国のアリス』の世界に似た異空間へ零とアリスを追い込むとホラー態へと変貌し、脚を長い触手のように伸ばして絶狼を絡め取り、その胴体で追い込むが、首にあった祈りの鐘ごと体を銀狼剣でX字に斬られ、討滅された。
討滅後は、丘にあった祈りの鐘も崩壊した。
マスカラーダ（#09）
娼婦・トワコに憑依していたホラー。体内で育てた数千匹もの子蜘蛛のような甲虫の「子ども」を使役しており、獲物とした人間の男性に近付いてはピロートークの後で「子ども」たちの餌にしていた。
「子ども」は飛行も可能で、個体数で圧倒する人海戦術を得意とするほか収束することで銀狼剣すら寄せ付けないほどの防御力を発揮する。その動きは、攻撃を見極めることが可能な巨大な単眼を備えた司令塔の役割を持つ1匹の「子ども」によって統制されており、その「子ども」を潰されると統制が取れなくなるという弱点がある。人間態では口や全身から無数の「子ども」を出現させ使役する。本来の姿は肥大化した左腕を持つ肥満体形の巨人のような姿で、左腕と「子ども」を駆使して戦う。
ナンパした男性を襲おうとしたところを零に阻止され、戦闘になる。一度目の戦闘では絶狼の攻撃を先読みし、鎧解除に追い込んで退けるなどその強さを見せ付けたが、二度目の戦闘で烈花の術に気を取られている隙に零に司令塔の「子ども」を潰されたことにより、「子ども」たちの統制を失い、最後は「子ども」を引き剥がされた後に烈火炎装を纏った絶狼に銀狼剣でX字に斬られ、討滅された。
生き残った「子ども」たちは、親を失ってもなお零と烈花、アリスに襲いかかったが、ループによって1匹残らず焼き滅ぼされた。

## 関連用語
銀牙騎士絶狼（）
零が白銀のゼロの鎧を装着した姿。今作では魔戒剣や鎧胸部から二対のワイヤー付きアンカーを射出するギミックが明らかとなった。ワイヤー付きアンカーは切り離しが可能。詳細は牙狼-GARO-#魔戒騎士を参照。
今作における鎧召還時の戦闘シーンでは、タイムリミットまでの残り時間が表示されている。鎧装着限界時間は99.9秒だが、その源である月の光を魔戒剣に充填させることで再び鎧を装着することが可能となる。
- ワイヤー付きアンカーのギミックについては、零役の藤田玲がテレビアニメ『牙狼-GARO- -炎の刻印-』で絶影騎士ゾロが鎖のついた魔戒剣で戦う描写を見てこれを取り入れられないかと提案したが第1作で絶狼が銀狼剣を手から離して操っている描写が存在したためこうなった経緯がある。また、雨宮は零が冴島雷牙の師匠であったため、「雷牙が零からアンカーを使った戦い方を教わった」という繋がりを出すために取り入れられたと語っている。

心滅獣身絶狼（）
絶狼の暴走状態。成体ループとの戦いで鎧召還の制限時間を超え、変貌した。初登場は『CR牙狼 FINAL』。
心滅竜絶狼（）
心滅獣身絶狼がループの鱗を貫くほどの鋭い牙でループの肉体に喰らい付きながら竜の特性を奪い、ややくすんだ青銀が混ざった体色となり、長く伸びた首、巨大な角、変化した巨大な一対の翼と胴と一体化して先端が二股の刃になった尾を持つ巨竜のような姿。成体ループと格闘できるほどの絶大な力を発揮する反面、鎧に囚われている零の姿は半獣半人のような通常の心滅時よりも悪化した異形と化している。
最終的にアリスの想いに応えたループの最後の力を振り絞った尾による一撃で腰の紋章を貫かれ、差し違える形で強制解除された。
- 心滅竜が先にデザインされ、それを基に成体ルーブがデザインされた。四足の成体ルーブと戦うため、二足にしている。

魔導馬銀牙（）
絶狼が召還する銀の魔導馬。
竜騎士（）
太古の時代に竜に育てられ、竜の力を借りてホラーを狩っていた男。
鎧竜エデル（）
エデルが竜の牙を腕に突き刺して取り込むことにより、鎧の形に具現化した邪気を纏った姿。
外観は魔戒騎士の鎧と酷似しているが、湾曲した二本角と両肩から生えた翼、鱗状の装甲といった竜を髣髴させる意匠が特徴。柳葉刀のような形状に変化した刀と背中から展開する伸縮自在の竜の尾を武器とするほか、黄色の炎を烈火炎装のように纏って自身を強化することもできる。強大な力が得られる反面で、魔戒騎士の鎧とは違って強力な邪気を身に纏うため、エデルの肉体に絶大な負担が掛かる。
竜
かつて竜騎士と共にホラーと戦っていた魔界の生物。一息でホラーを灰燼に帰すほどの絶大な力に加え、深い慈悲と叡智を有しており、ホラーの邪気を糧としている。死に際に卵を産み落とした後、その亡骸は広大な森へと変貌を遂げる。
ノヴァ
エデルを育てた竜が死に際に産み落とした卵から生まれた竜でエデルの妻。その名は竜の言語で「水」を意味する。エデルとは深い絆で結ばれており、エデル曰く「この世の何よりも美しかった」らしい。ホラーと戦う力を欲した魔戒法師たちの襲撃により衰弱し、最後の力を振り絞って捕らわれたエデルを殻のようなもので包んで保護した後、周辺一帯を魔戒法師諸共焼き尽くして死亡した。
竜の卵
ノヴァが死に際に産み落とした、ステンドグラスのような殻を持つ竜の卵。
ノヴァの亡骸が変貌した森の中に存在するドーム状の木の麓に鎮座していたが、後に魔戒法師たちによって持ち去られ、現在は使用されなくなった魔導具が保管されている洞窟の中に封印されていた。その力は失われてはおらず、エデルは竜の鼓動を感じ取っていた。
第8話でアリスの手の中で孵化し、卵は破裂した。
最終話ではアリスの形見となるもっと小さな卵が零の手に残った。
幼体ループ
ノヴァの卵から孵化したエデルとノヴァの竜の子供で、孵化直後その場に居たアリスのことを母親と認識している。その姿は白い体色と赤い目を除けば『牙狼-GARO- 〜蒼哭ノ魔竜〜』に登場した魔竜に酷似している。アリスによってルーポに因んで“ループ”と名付けられた。
無邪気な性格でリンゴが好物だが、咆哮をあげるだけで烈花の術やマスカラーダの「子ども」たちを撃ち破ったり、一息で「子ども」たちを跡形も無く焼き滅ぼすなど、まだ子供でありながら強力な力を秘めている。
成体ループ
幼体ループがアリスを連れて零と烈花から逃げた後、力を使い果たし衰弱しかけていたが、エデルの手引きによりかつて竜が禊を行っていた魔界へと通じる湖へ送られ、湖の邪気とエデルの力により四足歩行の巨大な成竜へと急成長を遂げた姿。零や烈花のみならず、本来父親的存在である筈のエデルにさえ牙を剥く。アリスの言葉にだけ従い、行動し、彼女を取り込むことでおぞましくも美しい翼を得ると、アリスの願いを成就させるべく世界を焼き滅ぼさんとする。ルーンシティを焼き尽くそうとした直前にゼロに阻止され、ゼロが心滅するとまるで歯が立たず最後は鋭い爪で胴体を刺されて絶命、死体が荒野を飲み込みつつ森となって広がって行くが結局アリスと共に消滅した。
- ドラゴンのシルエットにしているが、口のような牙がある角や歪な爪が多く生えた足、翼の内側が七色の羽になっているなど禍々しさや歪なアプローチでデザインされている。

義竜
エデルが邪気から生み出す使い魔の総称。
壱ノ義竜〈元（）〉（#04、#07）
鎧竜エデルが戦闘時に召還する小型の竜のような姿をした義竜。素早い動きで相手を翻弄する。
第4話では零・烈花との戦闘で2体召還され、竜の卵を守ろうとする烈花を妨害したが、最終的に烈花に2体とも撃破された。
第7話では複数体召還され、アリスの救出に駆け付けた零たちの足止めを行っていた。
弐ノ義竜〈鍾（）〉（#05）
アリス捕獲のために生成された義竜。下部から4本の脚が生えた巨大な頭部を模したアイアン・メイデンのような姿をしており、口部から伸縮自在の舌を伸ばして相手を捕獲し、籠のように空洞な頭部の中へ格納する。脚はプロペラのように回転させて飛行できるほか、本体から切り離されても自立行動が可能であり、前脚の先端に付属したサーキュラーソーで相手を切り裂く。
零とバクラの忠告を無視して女神像を見に抜け出したアリスを捕獲するが、駆け付けた零に阻止される。銀狼剣で脚を切り離され行動不能に陥るも、切り離された脚を用いて絶狼を背後から奇襲するが、即座に撃ち破られる。最後は本体をこじ開けられてアリスを救出された後、灰化して消滅した。
参ノ義竜〈鴉（）〉（#06、#07）
腹部に3つ目の人面を持つ小型の鳥のような姿をした義竜。戦闘能力は低いが、飛行能力を有しており、主に偵察や攪乱を得意とし、その目で見た光景をエデルも見ることも出来る。
第7話では複数体召還され、アリスの救出に駆け付けた零たちの足止めを行っていた。
四ノ義竜〈巌（）〉（#07）
鎧竜エデルが召還する魔導馬に酷似した義竜。魔導馬同様、背の部分に鎧竜エデルが人馬一体となり、銀牙に乗ったゼロと互角に戦った。
義竜人（#07）
壱ノ義竜〈元〉と参ノ義竜〈鴉〉が合体した攻撃特化形態。複数体の壱ノ義竜〈元〉から構成された胴体に参ノ義竜〈鴉〉が頭部として結合した巨大な人型ロボットのような容姿をしており、巨体から繰り出される怪力と壱ノ義竜〈元〉の尾から変化した触手を武器とするほか、魔戒法師の術を受けても簡単には破壊されないほどの耐久力を誇る。
烈花とカゴメの攻撃から生き残った個体から変化し、2人を圧倒したが、最終的に烈花の術を受けて怯んだ隙に烈花とカゴメの合体技を受けて破壊され、爆散した。
ルーンシティ
本作品の舞台。近代建築物だけでなく古い洋風な建物も多く異国情緒豊かで美しい海辺の街である。広場近くの海上には巨大な女神像が存在し、20年に一度の夜、女神像に聖火が灯される。周辺には海の他に洞窟などがある森や遺跡が点在する荒野が広がっている。
- 前述の通りロケ地は北九州市である。

ルーポ
バクラが経営するバー。名前はバクラ曰く、イタリア語で「幸運を」を意味する「In bocca al lupo」に由来する。
今作では『BLACK BLOOD』のころよりも店内が広く、内装も変化しているほか、店内に設置されているホラーを探知する魔導具の形状も地球ゴマと置時計を組み合わせたような形状のものに変わっている。

## キャスト
アリス役の青島心は本作品が女優デビュー作となる。
- 涼邑零 - 藤田玲
- 尋海アリス - 青島心
- 烈花 - 松山メアリ （4 - ）
- カゴメ、花罪 - 芳賀優里亜（1 - 8）
- クレヒ - 紅蘭
- バクラ - ガダルカナル・タカ
- エデル - 弓削智久（1 - 7）

### 声の出演
- シルヴァ - 折笠愛

### ゲスト
- オキナ - 大迫一平（1 - 3、7）
- ルリ - 田村花穂（1）
- 仮面男 - 小坂竜士、佐藤大顕、宮崎健実、多田頼満、和田三四郎（1）
- 仮面女 - 平塚千瑛、橘水稀、来栖梨紗、あかね澪、じゃーじー真輝糸洲（1）
- クガノ - モロ師岡（1）
- ピエロ - ピエロのみいちゃん（1）
- マリカ - 藤杜優美（2）
- ソノダ - 仁科貴（2）
- ダンサー - 寛崎かれん（2）
- バックダンサーA - 本田瞳（2）
- バックダンサーB - 小林リサ（2）
- リリィ - 佐藤乃莉（2）
- ハルカワ - 菅田俊（3）
- ギャングボス - 渡邉達也（3）
- ギャング - 中村宏平、中島厚也、田中準也、高橋佳成（3）
- ジュン幼少時 - 松永風夏（3）
- ジュン - 荒井敦史（3）
- ジル - 辞本直樹（4,5）
- ゲド - 西原悠太（4,5）
- ユラ - 吉野晃弘（4,5）
- マルコ・ジョゼ - クリス・ドゥーモンタルト（5）
- 二十代マルコ - 絹田史（5）
- 四十代マルコ - 山本稔（5）
- 幼いアリス - 蘭 （5、7、10）
- 幼いカゴメ - 高橋月（6）
- 少年のオキナ - 福岡永遠（6）
- フクダ - 柳憂怜（8）
- フクダの妻 - 溝口多佳子（8）
- フクダの息子 - 渡辺伊吹（8）
- ミチル - 野中葉月（8）
- ケンジ - 金廣邦高（8）
- ライラ - 桃瀬美咲（8）
- ハチヤ - 橋本禎之（9）
- カマタ - リーピン（9）
- トワコ - 星野あかり（9）
- いじめっ子たち - 菅裕輔、野口健翔、石井瑠音（10）
- 古代の魔戒法師 - 阿部満良（11）

### スーツアクター
- 銀牙騎士ゼロ - 和田三四郎
- 鎧竜エデル - 中島厚也

## スタッフ
- 原作・総監督 - 雨宮慶太
- 脚本 - 梅田寿美子
- エグゼクティブプロデューサー - 二宮清隆
- アソシエイトプロデューサー - 吉田健太郎
- プロデューサー - 比嘉一郎、坂井正徳
- 監督 - 雨宮慶太、山岸一行、荒川史絵
- アクション監督 - 大橋明（AAC STUNTS）
- ラインプロデューサー - 内山亮
- テクニカルプロデューサー - 徳重岳浩
- 音楽プロデューサー - 井上俊次、岩下由希恵
- 音楽 - 栗山善親、寺田志保
- 撮影 - 西岡章、江部公美
- 照明 - 小笠原篤志
- 録音 - 飴田秀彦
- 美術 - 竹内正典
- 美術デザイナー - 佐藤英樹
- 特殊造型・特殊メイク - 中田彰輝
- 衣裳 - 黒田匡彦
- メイク - 金沙知
- スクリプター - 栗原節子
- VFXスーパーバイザー - 鹿角剛
- 衣装制作 - JAP工房
- 配給 - 東北新社
- 特別協力 - サンセイアールアンドディ
- 制作 - 東北新社、オムニバス・ジャパン
- 製作 - 東北新社

## 主題歌
オープニング曲「DRAGONFLAME」
作詞 - 奥井雅美 / 作曲 - きただにひろし / 編曲 - 須藤賢一 / 歌 - JAM Project
エンディング曲「Zoë〜Beautiful World〜」（ゾエ ビューティフルワールド）
作詞 - Ray / 作曲 - DUSTZ & L!TH!UM / 編曲 - L!TH!UM / 歌 - DUSTZ

## 各話リスト
| 話数   | サブタイトル | 監督     |
| ------ | ------------ | -------- |
| 第1話  | 銀狼         | 雨宮慶太 |
| 第2話  | 舞姫         | 雨宮慶太 |
| 第3話  | 拳銃         | 山岸一行 |
| 第4話  | 竜人         | 雨宮慶太 |
| 第5話  | 永遠         | 荒川史絵 |
| 第6話  | 籠目         | 雨宮慶太 |
| 第7話  | 双剣         | 雨宮慶太 |
| 第8話  | 写真         | 雨宮慶太 |
| 第9話  | 母性         | 荒川史絵 |
| 第10話 | 伝説         | 山岸一行 |
| 第11話 | 神殿         | 雨宮慶太 |
| 第12話 | 微笑         | 雨宮慶太 |
| 第13話 | 世界         | 雨宮慶太 |

## 放送局
| 放送期間               | 放送時間                     | 放送局         | 対象地域・備考 |
| ---------------------- | ---------------------------- | -------------- | -------------- |
| 2017年1月7日 - 4月1日  | 土曜 1:23 - 1:53（金曜深夜） | テレビ東京     | 関東広域圏     |
|                        |                              | テレビ北海道   | 北海道         |
|                        | 土曜 1:53 - 2:23（金曜深夜） | テレビせとうち | 岡山県・香川県 |
|                        | 土曜 2:05 - 2:35（金曜深夜） | テレビ愛知     | 愛知県         |
|                        | 土曜 2:10 - 2:40（金曜深夜） | テレビ大阪     | 大阪府         |
| 2017年1月8日 - 4月2日  | 日曜 1:55 - 2:25（土曜深夜） | TVQ九州放送    | 福岡県         |
| 2017年1月13日 - 4月7日 | 金曜 1:00 - 1:30（木曜深夜） | 福井テレビ     | 福井県         |
| 2017年2月8日 -         | 水曜 2:19 - 2:49（火曜深夜） | テレビ金沢     | 石川県         |

| 放送期間               | 放送時間            | 放送局           | 対象地域・備考                                                           |
| ---------------------- | ------------------- | ---------------- | ------------------------------------------------------------------------ |
| 2017年1月13日 - 4月7日 | 金曜 20:15 - 20:45  | スターチャンネル | 日本全域 無料放送                                                        |
| 2017年1月15日 - 4月9日 | 日曜 23:50 - 翌0:20 | ファミリー劇場   | 日本全域 ミニ番組『魔戒指南』とのパッケージ放送 金曜朝にリピート放送あり |

## 関連商品

### DVD・Blu-ray
2017年7月5日にポニーキャニオンからDVDとBlu-rayが発売された。

### CD
DRAGONFLAME
2017年2月15日にランティスより発売された、JAM Projectのシングル。本作のオープニングテーマを収録。
Zoë〜Beautiful World〜
2017年2月17日に発売された、DUSTZのシングル。本作のエンディングテーマを収録。
牙狼<GARO>黄金歌集「牙狼奏」
2020年9月23日にランティスより発売された、牙狼シリーズのベストアルバム。本作のオープニングテーマを収録。

## パチンコ
2020年4月にサンセイR&Dから本作のタイアップ機であるパチンコ『P10カウントチャージ絶狼』が発売された。